# 市原麻衣子
市原 麻衣子（いちはら まいこ）は、日本の国際政治学者。一橋大学大学院法学研究科教授、国立大学法人一橋大学役員補佐、ジョージ・ワシントン大学博士（政治学）。ロータリーフェローズ東京代表幹事。

## 人物・経歴
1999年獨協大学外国語学部卒業。上智大学大学院外国語学研究科国際関係論専攻博士前期課程及びコロンビア大学人文学大学院（GSAS）政治学科修士課程修了後、2012年にジョージ・ワシントン大学コロンビアン・カレッジ人文学大学院政治学科博士課程を修了し、博士（政治学）（Ph.D.）の学位を取得。関西外国語大学外国語学部准教授を経て、2016年から一橋大学大学院法学研究科及び国際・公共政策大学院准教授。2017年ロータリーフェローズ東京代表幹事。2022年教授に昇格し、国立大学法人一橋大学役員補佐（国際交流担当）併任。東南アジアへの日本の民主化支援等を研究テーマとし、カーネギー国際平和基金Rising Democracies Networkプロジェクト研究員等も務める。

## 著書
- "Human Security in East Asia: Challenges for Collaborative Action"（共著）ラウトレッジ 2008年
- "Understanding International Relations: The World and Japan"（共著）大学教育出版 2013年
- "Japan's International Democracy Assistance as Soft Power: Neoclassical Realist Analysis"ラウトレッジ 2017年